# Истапа (муниципалитет)
Истапа (исп. Ixtapa) — муниципалитет в Мексике, штат Чьяпас, с административным центром в одноимённом посёлке. Численность населения, по данным переписи 2020 года, составила 28 999 человек.

## Общие сведения
Название Ixtapa с языка цоциль можно перевести как — место солёной воды.
Площадь муниципалитета равна 279,1 км², что составляет 0,4 % от площади штата, а наиболее высоко расположенное поселение Ла-Трая, находится на высоте 1792 метра.
Он граничит с другими муниципалитетами Чьяпаса: на севере с Сояло, Бочилем и Ларрайнсаром, на востоке с Чамулой и Синакантаном, и на юге и западе с Чьяпа-де-Корсо.

## Учреждение и состав
Муниципалитет был образован 18 ноября 1943 года, по данным 2020 года в его состав входит 71 населённый пункт, самые крупные из которых:
| Код INEGI                  | Населённый пункт                                                                     | Численность населения (2005 год) | Численность населения (2010 год) | Численность населения (2020 год) |
| -------------------------- | ------------------------------------------------------------------------------------ | -------------------------------- | -------------------------------- | -------------------------------- |
| 044                        | Всего                                                                                | 21705                            | 24517                            | 28999                            |
| 0001                       | Истапа (исп. Ixtapa) 16°48′13″ с. ш. 92°54′21″ з. д. (административный центр)        | 5238                             | 6086                             | 6481                             |
| 0024                       | Эль-Нопаль (исп. El Nopal) 16°54′41″ с. ш. 92°50′39″ з. д.                           | 1610                             | 1903                             | 2259                             |
| 0010                       | Консепсьон (исп. Concepción) 16°48′34″ с. ш. 92°57′56″ з. д.                         | 1226                             | 1133                             | 1567                             |
| 0003                       | Какате (исп. Cacaté) 16°50′42″ с. ш. 92°50′05″ з. д.                                 | 1087                             | 1225                             | 1546                             |
| 0002                       | Астлан (Ранчо-Нуэво) (исп. Aztlán (Rancho Nuevo)) 16°46′08″ с. ш. 92°55′24″ з. д.    | 857                              | 1148                             | 1359                             |
| 0046                       | Эль-Сапотильо (исп. El Zapotillo) 16°50′13″ с. ш. 92°57′01″ з. д.                    | 1090                             | 1058                             | 1303                             |
| 0021                       | Модело (Эль-Сапоталь) (исп. Modelo (El Zapotal)) 16°50′24″ с. ш. 92°55′40″ з. д.     | 817                              | 884                              | 1121                             |
| 0053                       | Сан-Мигель-Митонтик (исп. Nuevo San Miguel Mitontic) 16°47′59″ с. ш. 92°56′47″ з. д. | 748                              | 887                              | 1066                             |
| —                          | Прочие                                                                               | 9032                             | 10193                            | 12297                            |
| Названия на карте Генштаба |                                                                                      |                                  |                                  |                                  |

## Экономическая деятельность
По статистическим данным 2000 года, работоспособное население занято по секторам экономики в следующих пропорциях:
- сельское хозяйство и скотоводство — 72,6 % ;
- промышленность и строительство — 10 %;
- торговля, сферы услуг и туризма — 16 %;
- безработные — 1,4 %.

### Сельское хозяйство
Основные выращиваемые культуры: кукуруза и фрукты.

### Животноводство
В муниципалитете разводится крупный рогатый скот, лошади, свиньи и домашняя птица.

### Лесное хозяйство
Производится заготовка древесины сосновых пород.

### Услуги
В муниципалитете можно найти только услуги гостиницы и ресторанов, так как всего в 40 км находится столица штата.

## Инфраструктура
По статистическим данным 2020 года, инфраструктура развита следующим образом:
- электрификация: 99,2 %;
- водоснабжение: 26,8 %;
- водоотведение: 95,2 %.

## Туризм
Основные достопримечательности: церковь и здание администрации, построенные в колониальный период; также стоит отметь геотермальные источники Салинас и Франсиско Ромо Серрано, а также пещеры около посёлков Санта-Барбара, Консепсьон и Сапотильо.